# Ogbonnia Okoronkwo
(en) Statistiques sur pro-football-reference
Ogbonnia « Obo » Okoronkwo, né le 24 avril 1995 à Gainesville dans l'État de la Floride, est un sportif professionnel américain de football américain jouant au poste de defensive end dans la National Football League (NFL) depuis 2018.
Depuis la saison 2022, il joue pour la franchise des Texans de Houston après avoir été chez les Rams de Los Angeles de 2018 à 2021 où il a remporté le Super Bowl LVI.

## Biographie

### Jeunesse
Ogbonnia Okoronkwo est né le 24 avril 1995 à Gainseville en Floride. Il est de descendance nigériane.

### Carrière universitaire
Étudiant à l'université de l'Oklahoma, il joue avec les Sooners de l'université de l'Oklahoma de 2014 à 2017 dans la NCAA Division I FBS.
Lors de son année junior en 2016, il totalise 71 plaquages dont 12 pour perte de yards adverses et neuf sacks. La saison suivante, il partage le titre de meilleur joueur défensif de la conférence Big 12 et est désigné joueur All-American à la suite de son bilan annuel, 75 plaquages dont 17 pour perte et huit sacks,.

### Carrière professionnelle

#### Rams de Los Angeles
Okoronkwo est sélectionné en 160e choix global lors du cinquième tour de la draft 2018 de la NFL par la franchise des Rams de Los Angeles. Blessé au pied au mois de mai, il ne peut débuter la saison 2018,. Il est réactivé le 5 novembre 2018.
Le 20 octobre 2020, il se blesse au niveau de l'épaule et rejoint la liste des blessés de son équipe et est réactivé le 5 décembre.
La saison suivante, malgré une nouvelle blessure le privant du terrain entre le 2 septembre et le 2 octobre 2021, il remporte 23 à 20 le Super Bowl LVI disputé contre les Bengals de Cincinnati.

#### Texans de Houston
Il devient ensuite agent libre et signe un contrat d'un an avec les Texans de Houston le 23 mars 2022.

#### Browns de Cleveland
Le 15 mars 2023, Okoronkwo signe un contrat de trois ans pour un montant de 19 millions de dollars avec les Browns de Cleveland.

## Trophées et récompenses
- NFL :
  - Vainqueur du Super Bowl LVI avec les Rams de Los Angeles
- NCAA :
  - Sélectionné dans l'équipe type All-American en 2017 ;
  - Meilleur joueur défensif ex æquo de la conférence Big 12 en 2017.